# Campionati europei di slittino 2017
I Campionati europei di slittino 2017, quarantottesima edizione della manifestazione organizzata dalla Federazione Internazionale Slittino, si sono tenuti il 5 e il 6 gennaio 2017 a Schönau am Königssee, in Germania, sulla Deutsche Post Eisarena Königssee, pista che ha ospitato la manifestazione continentale per la settima volta (la prima fu nel 1967, l'ultima nel 1994); sono state disputate gare in quattro differenti specialità: nel singolo uomini, nel singolo donne, nel doppio e nella prova a squadre.
Anche questa edizione, come ormai da prassi iniziata nella rassegna di Paramonovo 2012, si è svolta con la modalità della "gara nella gara" contestualmente alla quinta tappa della Coppa del Mondo 2016/2017 nella cittadina tedesca premiando gli atleti europei meglio piazzati nelle quattro gare di Coppa del singolo uomini, del singolo donne, del doppio e della prova a squadre.
Dominatrice del medagliere è stata la nazionale tedesca, capace di conquistare tre titoli sui quattro in palio e sette medaglie sulle dodici assegnate in totale: quelle d'oro sono state vinte da Natalie Geisenberger nell'individuale femminile, da Tobias Wendl e Tobias Arlt nel doppio e dalla squadra composta dagli stessi Geisenberger, Wendl, Arlt e Ralf Palik nella prova a squadre.
Oltre ai tedeschi Natalie Geisenberger, Tobias Wendl e Tobias Arlt, che hanno conquistato due medaglie d'oro, gli altri atleti che sono riusciti a salire per due volte sul podio in questa rassegna iridata sono stati l'altro tedesco Ralf Palik e l'austriaco Wolfgang Kindl.

## Risultati

### Singolo uomini
La gara è stata disputata il 6 gennaio nell'arco di due manches ed hanno preso parte alla competizione 32 atleti (di cui 8 non avevano superato la Nations Cup, gara di qualificazione del venerdì) in rappresentanza di 14 differenti nazioni; campione uscente era il tedesco Felix Loch, giunto quarto in questa edizione, ed il titolo è stato conquistato dal russo Semën Pavličenko, al suo secondo trionfo dopo quello di Soči 2015 e che fu anche campione del mondo nello stesso anno, davanti al tedesco Ralf Palik, che fu bronzo nella precedente edizione, e all'austriaco Wolfgang Kindl, alla sua seconda medaglia europea individuale sette anni dopo l'argento di Sigulda 2010.
| Pos. | Atleti                | Nazione  | Tempo    | Distacco |
| ---- | --------------------- | -------- | -------- | -------- |
|      | Semën Pavličenko      | Russia   | 1'38"363 |          |
|      | Ralf Palik            | Germania | 1'38"611 | +0"248   |
|      | Wolfgang Kindl        | Austria  | 1'38"823 | +0"460   |
| 4    | Felix Loch            | Germania | 1'38"888 | +0"525   |
| 5    | Roman Repilov         | Russia   | 1'38"905 | +0"542   |
| 6    | Dominik Fischnaller   | Italia   | 1'39"169 | +0"806   |
| 7    | Stepan Fëdorov        | Russia   | 1'39"184 | +0"821   |
| 8    | Armin Frauscher       | Austria  | 1'39"210 | +0"847   |
| 9    | Julian von Schleinitz | Germania | 1'39"379 | +1"016   |
| 10   | Artūrs Dārznieks      | Lettonia | 1'39"391 | +1"028   |

### Singolo donne
La gara è stata disputata il 5 gennaio nell'arco di una sola manche in quanto la seconda è stata interrotta per la scarsa visibilità dovuta ad un'abbondante nevicata sulla pista. Hanno preso parte alla competizione 32 atlete (di cui 15 non avevano superato la Nations Cup, gara di qualificazione del venerdì) in rappresentanza di 16 differenti nazioni; campionessa uscente era la tedesca Tatjana Hüfner, che ha concluso la prova al terzo posto vincendo la medaglia di bronzo, ed il titolo è stato conquistato dalla connazionale Natalie Geisenberger, al suo terzo alloro europeo dopo quelli conquistati a Cesana Torinese 2008 e Oberhof 2013, davanti alla russa Tat'jana Ivanova, già due volte vincitrice del titolo continentale a Sigulda 2010 ed a Paramonovo 2012 e bronzo nella precedente edizione.
| Pos. | Atleti               | Nazione  | Tempo  | Distacco |
| ---- | -------------------- | -------- | ------ | -------- |
|      | Natalie Geisenberger | Germania | 51"178 |          |
|      | Tat'jana Ivanova     | Russia   | 51"329 | +0"151   |
|      | Tatjana Hüfner       | Germania | 51"433 | +0"255   |
| 4    | Martina Kocher       | Svizzera | 51"466 | +0"288   |
| 5    | Miriam Kastlunger    | Austria  | 51"587 | +0"409   |
| 6    | Elīza Cauce          | Lettonia | 51"770 | +0"592   |
| 7    | Birgit Platzer       | Austria  | 51"808 | +0"630   |
| 8    | Julia Taubitz        | Germania | 52"090 | +0"912   |
| 9    | Andrea Vötter        | Italia   | 52"101 | +0"923   |
| 10   | Viktorija Demčenko   | Russia   | 52"109 | +0"931   |

### Doppio
La gara è stata disputata il 5 gennaio nell'arco di due manches ed hanno preso parte alla competizione 21 doppi (di cui 1 non aveva superato la Nations Cup, gara di qualificazione del venerdì) in rappresentanza di 11 differenti nazioni; campioni uscenti erano i tedeschi Toni Eggert e Sascha Benecken, che hanno concluso la prova al secondo posto vincendo la medaglia d'argento, ed il titolo è stato conquistato dai connazionali Tobias Wendl e Tobias Arlt, già vincitori del titolo continentale a Soči 2015, la medaglia di bronzo è andata all'altro doppio tedesco composto da Robin Geueke e David Gamm, alla loro prima medaglia agli europei.
| Pos. | Atleti                               | Nazione   | Tempo    | Distacco |
| ---- | ------------------------------------ | --------- | -------- | -------- |
|      | Tobias Wendl Tobias Arlt             | Germania  | 1'41"575 |          |
|      | Toni Eggert Sascha Benecken          | Germania  | 1'41"645 | +0"070   |
|      | Robin Geueke David Gamm              | Germania  | 1'42"357 | +0"782   |
| 4    | Thomas Steu Lorenz Koller            | Austria   | 1'42"833 | +1"258   |
| 5    | Andris Šics Juris Šics               | Lettonia  | 1'42"898 | +1"323   |
| 6    | Andrej Bogdanov Andrej Medvedev      | Russia    | 1'42"915 | +1"340   |
| 7    | Ludwig Rieder Patrick Rastner        | Italia    | 1'42"951 | +1"376   |
| 8    | Christian Oberstolz Patrick Gruber   | Italia    | 1'43"241 | +1"666   |
| 9    | Aleksandr Denis'ev Vladislav Antonov | Russia    | 1'43"827 | +2"252   |
| 10   | Lukáš Brož Antonín Brož              | Rep. Ceca | 1'43"196 | +2"332   |

### Gara a squadre
La gara è stata disputata il 6 gennaio ed ogni squadra nazionale ha preso parte alla competizione con una sola formazione; nello specifico la prova ha visto la partenza di una "staffetta" composta da una singolarista donna ed uno uomo, nonché da un doppio per ognuna delle 10 formazioni in gara, che sono scese lungo il tracciato consecutivamente senza interruzione dei tempi tra un atleta e l'altro; il tempo totale così ottenuto ha laureato campione la nazionale tedesca di  Natalie Geisenberger, Ralf Palik, Tobias Wendl e Tobias Arlt davanti alla squadra austriaca composta da Miriam Kastlunger, Wolfgang Kindl, Thomas Steu e Lorenz Koller e a quella lettone formata da Elīza Cauce, Arturs Dārznieks, Andris Šics e Juris Šics.
| Pos. | Squadra     | Atleti                                                                        | Tempo    | Distacco |
| ---- | ----------- | ----------------------------------------------------------------------------- | -------- | -------- |
|      | Germania    | Natalie Geisenberger Ralf Palik Tobias Wendl / Tobias Arlt                    | 2'42"348 |          |
|      | Austria     | Miriam Kastlunger Wolfgang Kindl Thomas Steu / Lorenz Koller                  | 2'43"617 | +1"269   |
|      | Lettonia    | Elīza Cauce Artūrs Dārznieks Andris Šics / Juris Šics                         | 2'43"986 | +1"638   |
| 4    | Italia      | Andrea Vötter Dominik Fischnaller Ludwig Rieder / Patrick Rastner             | 2'44"347 | +1"999   |
| 5    | Polonia     | Ewa Kuls Maciej Kurowski Wojciech Chmielewski / Jakub Kowalewski              | 2'45"429 | +3"081   |
| 6    | Rep. Ceca   | Tereza Nosková Ondřej Hyman Lukáš Brož / Antonín Brož                         | 2'46"460 | +4"112   |
| 7    | Romania     | Raluca Strămăturaru Valentin Crețu Cosmin Atodiresei / Ștefan Musei           | 2'47"022 | +4"674   |
| 8    | Ucraina     | Olena Stec'kiv Andrij Mandzij Oleksandr Obolončyk / Roman Zacharkiv           | 2'47"706 | +5"358   |
| 9    | Slovacchia  | Simona Zmijova Jozef Ninis Marek Solčanský / Karol Stuchlák                   | 2'51"612 | +9"264   |
| 10   | Regno Unito | Danielle Louise Scott Rupert Staudinger Adam Rosen / Raymond Matthew Thompson | 2'52"532 | +10"184  |

## Medagliere
| Posizione | Nazione  | Oro | Argento | Bronzo | Totale |
| --------- | -------- | --- | ------- | ------ | ------ |
| 1         | Germania | 3   | 2       | 2      | 7      |
| 2         | Russia   | 1   | 1       | 0      | 2      |
| 3         | Austria  | 0   | 1       | 1      | 2      |
| 4         | Lettonia | 0   | 0       | 1      | 1      |
| Totale    | Totale   | 4   | 4       | 4      | 12     |